# Бушен Всеволод Дмитрович
Всеволод Дмитрович Буше́н (нар. 23 серпня 1880, Черкаси — пом. 4 лютого 1963, Київ) — український радянський живописець, мистецтвознавець; член Всеукраїнської асоціації пролетарських художників у 1930—1931 роках та Спілки радянських художників України з 1945 року. Брат художниці Алли Бушен.

## Біографія
Народився 23 серпня 1880 року в місті Черкасах (нині Україна) в дворянській родині. Навчався в Першій київській гімназії, одночасно брав приватні уроки малювання у Володимира Менка, згодом у Владислава Галімського. Упродовж 1898—1902 років навчався на юридичному факультеті Імператорського університету Святого Володимира у Києві, одночасно відвідував Малювальну школу Миколи Мурашка. Після отримання диплома правника у 1902 році вступив до художнього училища при Імператорській академії мистецтв у Санкт-Петербурзі, з якого був відрахований у вересні 1904 року. Протягом 1904—1908 років продовжив мистецьке навчання у студії Льва Дмитрієва-Кавказького, після чого здійснив подорож до Мілана, Мюнхена, Дрездена.
Повернувшись до Санкт-Петербурга розпочав самостійний творчий шлях як станковіст. У 1924 році переїхав до Києва. Із середини 1920-х років як художник виконував замовлення різноманітних установ, зокрема: у 1924—1930 роках — кустарного відділу Київського крайового сільськогосподарського музею і Постійної промислово-показової виставки імені Григорія Петровського; у 1928—1929 роках — Київського інституту материнства і дитинства; у 1929—1930 роках — Малинської паперової фабрики; у 1930—1931 роках — Київського шкіряного заводу; у 1931—1934 роках — Київської кондитерської фабрики; у 1934—1935 роках — Тютюнторгу.
У 1939—1940 роках очолював художню студію для військовиків у будинку Червоної армії в Києві, за що був відзначений почесними грамотами центрального комітету спілки робітників мистецтв. У 1943—1945 роках співпрацював з Укрхудожпромспілкою, на замовлення якої створював ескізи для килимів і настінних розписів, застосовуючи національні українські мотиви, зокрема подільські й полтавські. З квітня 1945 року працював на посадах художника, молодшого наукового співробітника Інституту художньої промисловості Академії наук УРСР. Досліджував орнаментику українських килимів, вишивок і хатніх стінописів. Помер у Києві 4 лютого 1963 року.

## Творчість
Працював у галузі станкового живопису переважно в жанрах пейзажу й портрета, створював також натюрморти. Серед робіт:
- «Паровий молот» (1931);
- «Дніпро» (1936);
- «В садку» (1936);
- «Осінь» (1937);
- «Пізня осінь» (1938—1939);
- «Рання весна» (1938—1939);
- «Захід сонця на річці Рось» (1938—1939);
- «Передовик» (1930-ті);
- «Хлопчик» (1930-ті);
- «Передмістя Корсуня».

Брав участь у виставках з 1931 року.
На основі власних замальовок у 1946 році упорядкував «Альбом матеріалів настінного розпису на Уманьщині та Кам'янець-Подільщині», до якого увійшли 95 таблиць з ілюстраціями; у 1952 році — альбом «Настенная роспись в народной архитектуре Украины», що складається із вступної розвідки та 74 ілюстрацій. Обидва альбоми не були надруковані. Автор праць:
- Древние полы Софии Киевской // Бюлетень Института художественной промышленности Академии архитектуры УССР. 1949. № 2 (рос.);
- Настенная роспись в УССР // Народное творчество и этнография. 1960. № 4 (рос.).